# Migraine (brano musicale)
Migraine è un brano musicale dei Twenty One Pilots, pubblicato nell'EP Three Songs nel 2012 e nel loro terzo album in studio Vessel nel 2013.

## Descrizione
Terza traccia di Vessel, Migraine è stato prodotto da Greg Wells e registrato ai Rocket Carousel Studio di Los Angeles, California, come il resto dell'album, ed è scritto dal cantante del duo Tyler Joseph. Prima di apparire in Vessel il brano era già stato pubblicato nell'EP Three Songs, mentre un EP omonimo alla traccia è stato pubblicato l'anno successivo.
Il testo del brano, scritto prima che ne venisse concepita la musica, fa riferimento all'emicrania come metafora nel sentirsi estraneo in un mondo sbagliato. In un'intervista a Kerrang!, Joseph ha detto che «Il sentire dolore è il tuo corpo che ti dice che c'è qualcosa di sbagliato. Il tuo corpo chiede la tua attenzione attraverso il dolore». Su un numero di Rock Sound ha invece dichiarato che è uno dei suoi brani preferiti da cantare dal vivo, essendosi ritenuto soddisfatto di aver trovato la giusta musica da unire al testo da lui scritto tempo prima.
Per i numerosi download e streaming ricevuti, Migraine è stato certificato disco d'oro nel 2017 e disco di platino nel 2019 dalla RIAA, nonostante non sia stato mai pubblicato come singolo.

## Video musicale
Il video ufficiale realizzato per il brano, pubblicato il 21 maggio 2013 in esclusiva per il Regno Unito, è stato filmato a New York sotto la direzione di Mark C. Eshleman e vede Tyler Joseph cantare il brano camminando per le strade della città mentre il batterista Josh Dun fugge attraverso diverse palazzine, senza però lasciare intravedere se e da chi è inseguito.

## Formazione
Twenty One Pilots
- Tyler Joseph – voce, chitarra, basso, tastiera, programmazione
- Josh Dun – batteria, percussioni

Altri musicisti
- Greg Wells – tastiera, sintetizzatore, programmazione